# Jadwiga Borzęcka
Jadwiga Borzęcka (ur. 1 lutego 1863 w majątku Obrębszczyzna, zm. 27 września 1906 w Kętach) – polska zakonnica, współzałożycielka Zgromadzenia Sióstr Zmartwychwstania Pańskiego, córka Matki Celiny Borzęckiej oraz Czcigodna Służebnica Boża.

## Życiorys
Jadwiga urodziła się w majątku koło Grodna jako czwarte (i ostatnie) dziecko Józefa Borzęckiego i Celiny z Chludzińskich. Przez bliskich zwana była „Jadwinią”. Kilka tygodni po narodzeniu w związku z ukrywaniem powstańców styczniowych w jej domu została wraz z matką na krótko zamknięta w carskim więzieniu w Grodnie. Po wyjściu z więzienia jej życie toczyło się normalnym rytmem, rodziny nie dotykały żadne nieszczęścia poza coraz skromniejszym dochodem. Jednak w 1869 ojciec Jadwigi na skutek wylewu został sparaliżowany od pasa w dół. Rodzina została zmuszona do leczenia Józefa Borzęckiego w Wiedniu. Wiąże się z tym pewna przygoda Jadwigi: na jednym z przystanków rodzina Borzęckich za późno wróciła z postoju na pociąg. W wagonie zostali jedynie sparaliżowany Józef i pozostawiona Jadwiga. Do powrotu reszty rodziny małoletnia córka zajmowała się chorym ojcem. Leczenie nie przyniosło efektów, 13 lutego 1874 Józef Borzęcki umarł w Obrembszczyźnie w wieku 53 lat. 
Po śmierci ojca Jadwiga wraz z matką przeniosła się (październik 1875) do Rzymu. Poznała tam o. Piotra Semenenkę, współzałożyciela (wraz z B. Jańskim i H. Kajsiewiczem) zgromadzenia zmartwychwstańców. Przygotował on 13-letnią Jadwigę do przyjęcia 1. Komunii Świętej. Jadwiga już wtedy zaczyna pogłębiać swoje życie religijne. O. Semenenko został jej spowiednikiem, Jadwiga korespondowała z nim, zaczynała myśleć o wstąpieniu do zakonu. W wieku 18 lat podejmowała decyzję: 25 marca 1881 po ukończonych rekolekcjach zdecydowała się stworzyć wraz z matką nowe zgromadzenie (ten dzień jest wspominany jako fiat Matki Jadwigi) – Zgromadzenie Sióstr Zmartwychwstania Pańskiego.
Dalszy okres życia Matek: Celiny i Jadwigi to starania o rozwój młodego Zgromadzenia oraz dalsze pogłębianie religijności. Były często wyśmiewane przez pewne snobistyczne kręgi z powodu „bawienia się w religię”. Mimo to Zgromadzenie się rozrastało, w 1891 zostało zatwierdzone przez papieża Leona XIII. Dzięki staraniom Założycielek powstał dom generalny w Rzymie, oraz domy w Kętach, Bułgarii i Chicago. 
Matka Jadwiga zmarła prawdopodobnie na niewydolność serca w nocy z 26 na 27 września 1906. Pochowano ją początkowo w klasztorze w Kętach. Od 2001 szczątki obu założycielek (matki i córki) znajdują się w sarkofagu kościoła Świętych Małgorzaty i Katarzyny w Kętach.
17 grudnia 1982 Jan Paweł II ogłosił dekret o heroiczności jej cnót. Obecnie trwa jej proces beatyfikacyjny.
Jadwiga Borzęcka jest patronką Szkoły Podstawowej i Liceum Ogólnokształcącego Sióstr Zmartwychwstania Pańskiego w Poznaniu.